# Floirac, Gironde

Floirac este o comună în departamentul Gironde din sud-vestul Franței. În 2009 avea o populație de 15.882 de locuitori.

## Evoluția populației
| An        | 1975   | 1982   | 1990   | 1999   | 2006   | 2009   |
| --------- | ------ | ------ | ------ | ------ | ------ | ------ |
| Populație | 12.040 | 14.477 | 16.834 | 16.157 | 16.099 | 15.882 |